# Burg Lüdinghausen

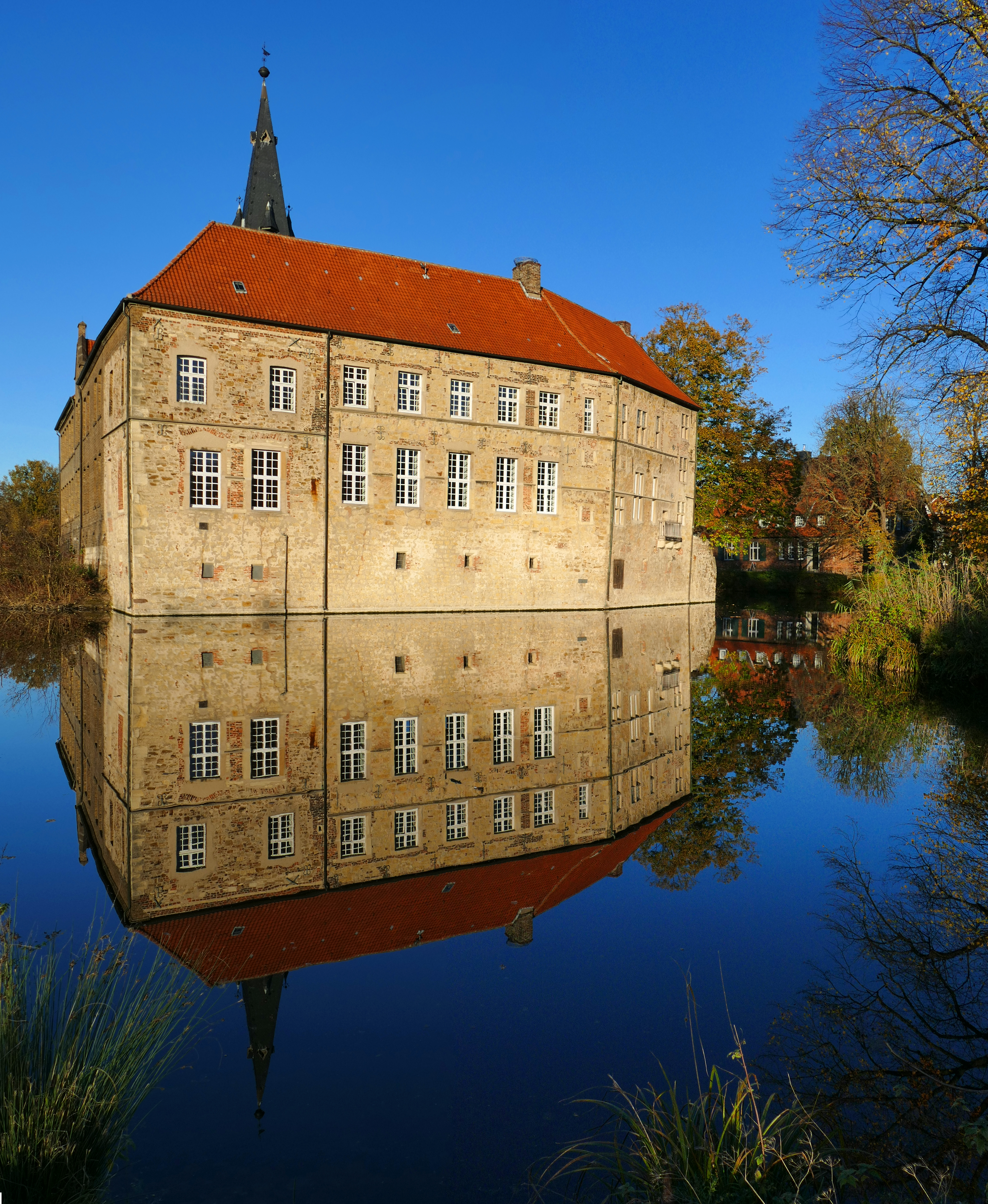
Ansicht von Süden 2022

Die Burg Lüdinghausen ist eine Wasserburg in Lüdinghausen im Kreis Coesfeld. Gemeinsam mit den Burgen Vischering und Wolfsberg ist sie eine von drei Burganlagen auf Lüdinghauser Stadtgebiet.

## Geschichte

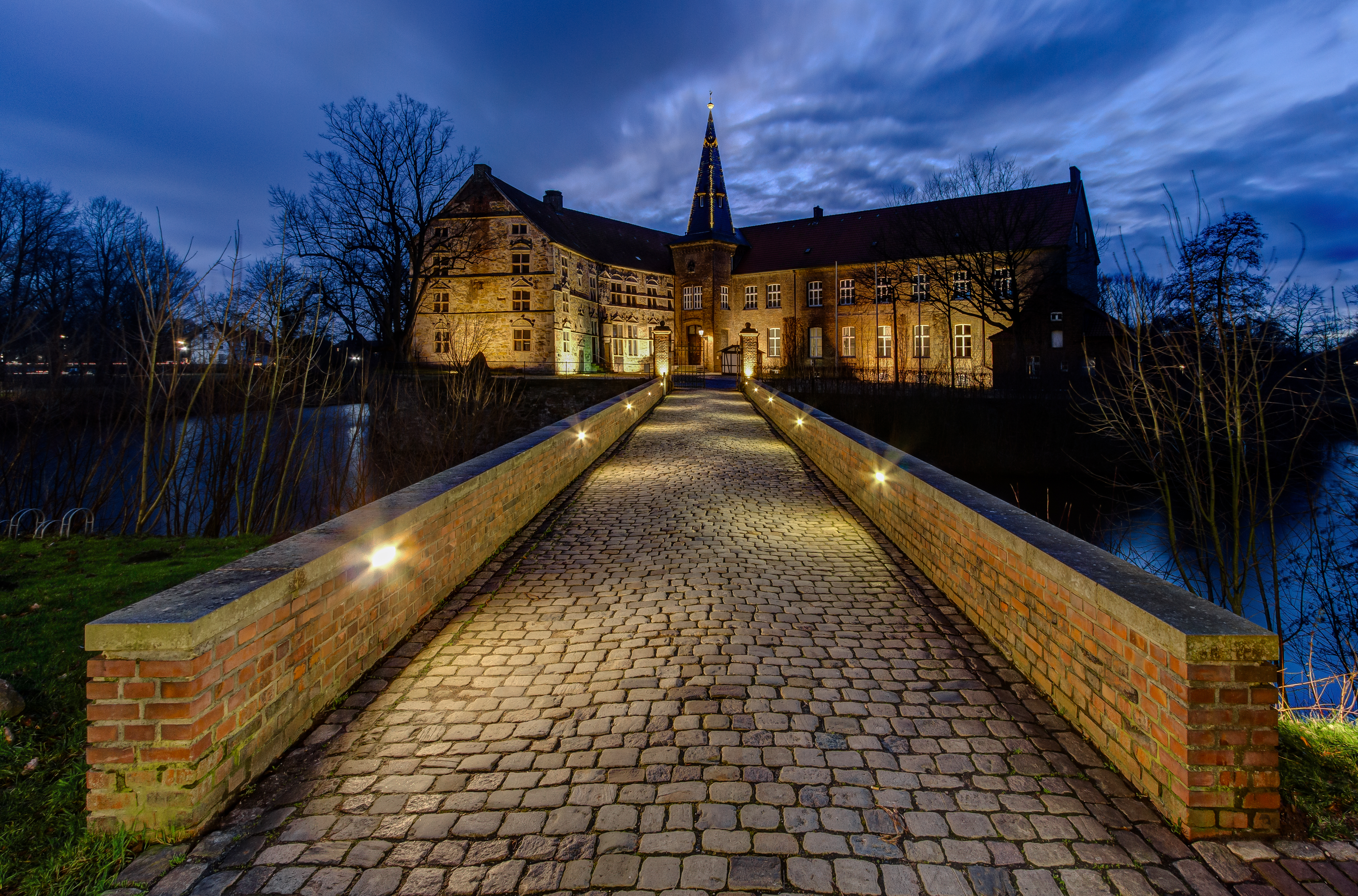
Burg Lüdinghausen

Die seit dem 12. Jahrhundert erwähnten Ritter von Lüdinghausen wurden mit der Burg durch die Abtei Werden bei Essen belehnt. Gleichzeitig waren sie Ministeriale des Bischofs von Münster. Selbstständigkeitsbestrebungen, die in der eigenmächtigen Erhebung von Lüdinghausen zur Stadt gipfelten, und der Bau der Burg Wolfsberg führten 1271 zum Feldzug des Münsteraner Bischofs Gerhard von der Mark gegen Lüdinghausen. Dabei wurde in der historischen Überlieferung ein Turm erwähnt. Nach der Niederlage der Herren von Lüdinghausen durfte die Burg Lüdinghausen anders als die Burg Wolfsberg bestehen bleiben, wurde aber zum Offenhaus des Bischofs erklärt. 1334 wurden ein Torhaus, ein altes und ein neues Steinhaus mit jeweils einer Küche und ein Bergfried erwähnt. Die Burg blieb bis zum Aussterben des Geschlechts 1443 im Besitz der Herren von Lüdinghausen und fiel dann an den Bischof von Münster. 1445 wurde eine mit dem Torhaus verbundene Burgkapelle auf der Vorburg erwähnt. Ein Inventar von 1450/51 zählt außerdem ein Back- und Brauhaus auf der Hauptburg und auf der Vorburg ein Bauhaus und ein Kuhhaus auf. Die Burg wurde 1499 durch den Domkellner Dietrich von Heyden erworben und kam nach dessen Tod 1509 als Amtshaus an das Domkapitel von Münster. 1538 wurde sie als verfallen bezeichnet. Nach einem Brand ließ zwischen 1569 und 1573 der Domkapitular Gottfried von Raesfeld das Schloss im Renaissancestil auf den alten Mauern neu errichten. Im Dreißigjährigen Krieg hielten die Hessen die Burg drei Jahre besetzt und erweiterten sie. 1802 gelangte sie in Privathand und beheimatete von 1869 bis 1972 eine Landwirtschaftsschule. 1829 wurde der Bergfried abgerissen, er ist heute in der Pflasterung des Burghofes markiert. 1880 wurde der Westflügel durch einen Neubau für die Landwirtschaftsschule ersetzt und die Vorburg erneuert. 1906/07 wurde das Torhaus modernisiert und die Hoffassade des Südflügels wiederhergestellt. Im Jahr 2000 wurde die Burg restauriert und als Veranstaltungszentrum eingerichtet.
Die Burg wird heute unter anderem von der VHS, für Ausstellungen und Ratssitzungen genutzt. Der große, reich mit Wappen geschmückte Saal bietet Raum für Konzerte.

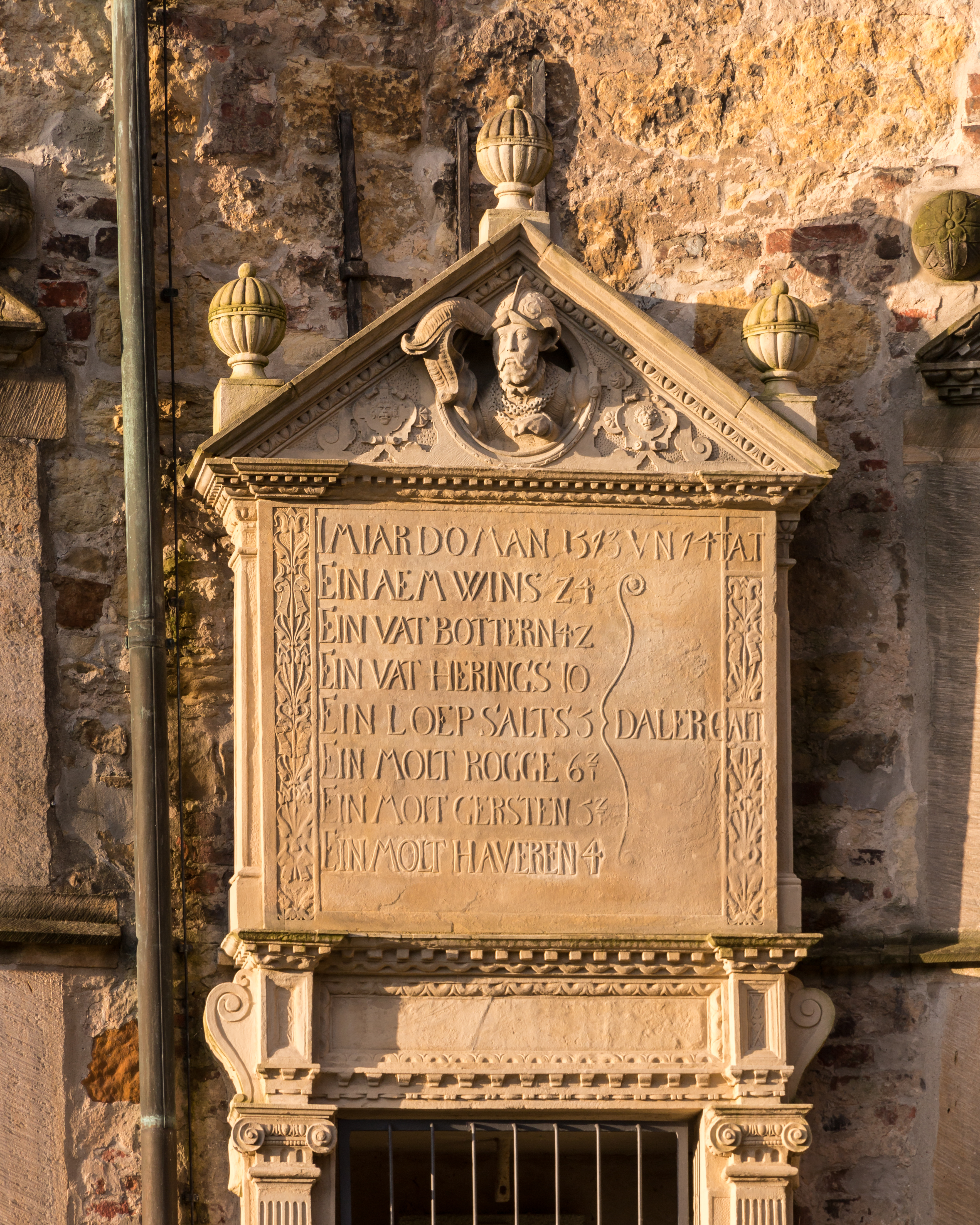
Inschrift mit Lebensmittelpreisen von 1573/74

Die Burg befindet sich heute im Besitz der Stadt Lüdinghausen.
Höhepunkt der Hexenverfolgungen in Lüdinghausen scheint das Jahr 1624 gewesen zu sein. Verfahren wurden im Gerichtshaus auf der Burg durchgeführt, wo die Angeklagten beim „gütlichen“ Verhör und unter der Folter befragt wurden.
In einer Hexenprozesswelle in wenigen Monaten wurden 1624 mindestens 20 Personen unter dem Verdacht der Hexerei hingerichtet, darunter Bernhard Schwarte, und das Ehepaar Heidtmann aus Haltern am See. Wahrscheinlich lag die Zahl der Opfer höher, da die Akten nur zu einem Teil erhalten sind.

## Moderne Geschichte
Im Rahmen der Regionale 2016 wurden an der Burg umfassende Änderungs- und Baumaßnahmen durchgeführt. Das Regionale-Projekt „WasserBurgenWelt“ unterteilte sich in drei Bauabschnitte, in denen der bis dahin vor allem landwirtschaftlich genutzte Freiraum zwischen den Burgen Lüdinghausen und Vischering, den beiden Armen der Stever und der Altstadt zu einem zur Naherholung nutzbaren Landschaftsraum umgebaut wurden. So entstanden u. a. neue Wander- und Radwege sowie zwei Brücken. Es wurden Blumenwiesen angelegt und heimische Gehölze eingesetzt.

## Beschreibung
Die Burganlage besteht aus der Hauptburg, mindestens zwei Vorburgen und einem weitläufigen Gräftensystem, das ursprünglich aus sechs bis sieben Ringgräben und einem halbkreisförmigen Wall bestand. Gespeist wurden die Wassergräben durch die Stever und dem Mühlenzufluss der Burg Vischering. Die Burggräben waren mit den Gräben der Stadtbefestigung von Lüdinghausen verbunden. Auf der Hauptburg steht heute der Südflügel von 1573 mit neuerem Westflügel. Im Mauerwerk könnte ein älterer Wohnturm integriert sein. Der ehemalige Bergfried mit ca. 11 m Durchmesser ist im Pflaster kenntlich gemacht. Östlich vor der Hauptburg liegt die umgräftete Vorburg mit einem Torhaus und dem Bauhaus. Davon stammt nur noch die Nordwand aus dem Erbauungsjahr 1569, der übrige Teil ist ein Neubau aus dem 19. Jahrhundert. Östlich an die erste Vorburg schließt sich eine zweite an, die ebenfalls umgräftet, aber wohl nicht bebaut war. Im Westen der Hauptburg befindet sich eine konzentrisch um die Hauptinsel geführte Gräfte, die im Gelände heute als flache, zum Teil wasserführende Senke erkennbar ist.
Aus dem 16. Jahrhundert stammen auch einige Baudetails: So finden sich in der Fassade eine in Stein gehauene Liste mit Lebensmittelpreisen aus den Jahren 1573/74, verschiedene Wappen und eine Inschrift zum Stadtbrand im Jahre 1569. Die oberen Räume der Burg verbinden Bautradition mit modernen Elementen und sind zum Teil als Tagungsräume ausgestattet.